# Symbrenthia sublilaea
Symbrenthia sublilaea är en fjärilsart som beskrevs av Otto Staudinger. Symbrenthia sublilaea ingår i släktet Symbrenthia och familjen praktfjärilar. Inga underarter finns listade i Catalogue of Life.